# أحمد رزاق
أحمد رزاق مخرج وسينوغرافي جزائري  من مواليد 26 فيفري 1967 بالجلفة والذي تخريج من المعهد الوطني العالي للفنون الدرامية 1992 – تخصص سينوغرافيا.

## أعمال

### المسرح
1. مبروكة
2. ومبني للمجهول
3. زوبعة في فنجان
4. فوضى الأبواب التي أخرجها “شوقي بوزيد” في مسرح باتنة الجهوي.
5. الطرشاقة من إنتاج المسرح الوطني الجزائري، ” حقّقت أكبر نسبة للمبيعات وكان العمل الأكثر جماهيرية منذ عقود.[2]
6. و الصاعدون إلى الأسفل لمسرح سوق أهراس الجهوي، التي نال عنها جائزة أحسن إخراج في مهرجان المدية التاسع للمسرح الفكاهي 2014.
7. كشرودة لمسرح سوق أهراس الجهوي 2017. [3]
8. خاطيني

### مسلسلات
1. بن بولعيد
2. “لطفي”
3. ”كريم بلقاسم”.
4. الأرض

## مهام أخرى
1. ختير “رزاق” عضواً في لجنة تحكيم المهرجان الوطني العاشر للمسرح المحترف 2015،
2. شارك في معرض بكين بالصين لتكنولوجيات العرض

## جوائز
1. أحسن إخراج في مهرجان المدية التاسع للمسرح الفكاهي 2014.  للصاعدون إلى الأسفل
2. الجائزة الكبرى للمهرجان الوطني الحادي عشر للمسرح المحترف 2016، طرشاقة